# Culicoides duodenarius
Culicoides duodenarius är en tvåvingeart som beskrevs av Jean-Jacques Kieffer 1921. Culicoides duodenarius ingår i släktet Culicoides och familjen svidknott. Inga underarter finns listade i Catalogue of Life.